# Верхній Підж
Верхній Підж (рос. Верхний Пиджа) — річка в Республіці Комі, Росія, права притока річки Печора. Протікає територією Троїцько-Печорського району.
Річка бере початок із болота Піджнюр, протікає на північ, захід, південний захід, південь, південний захід та захід.
Притоки:
- права — Ваня-Йоль (Ваня-Єль)
- ліва — Дал'єль, Вадьявож